# HP醬

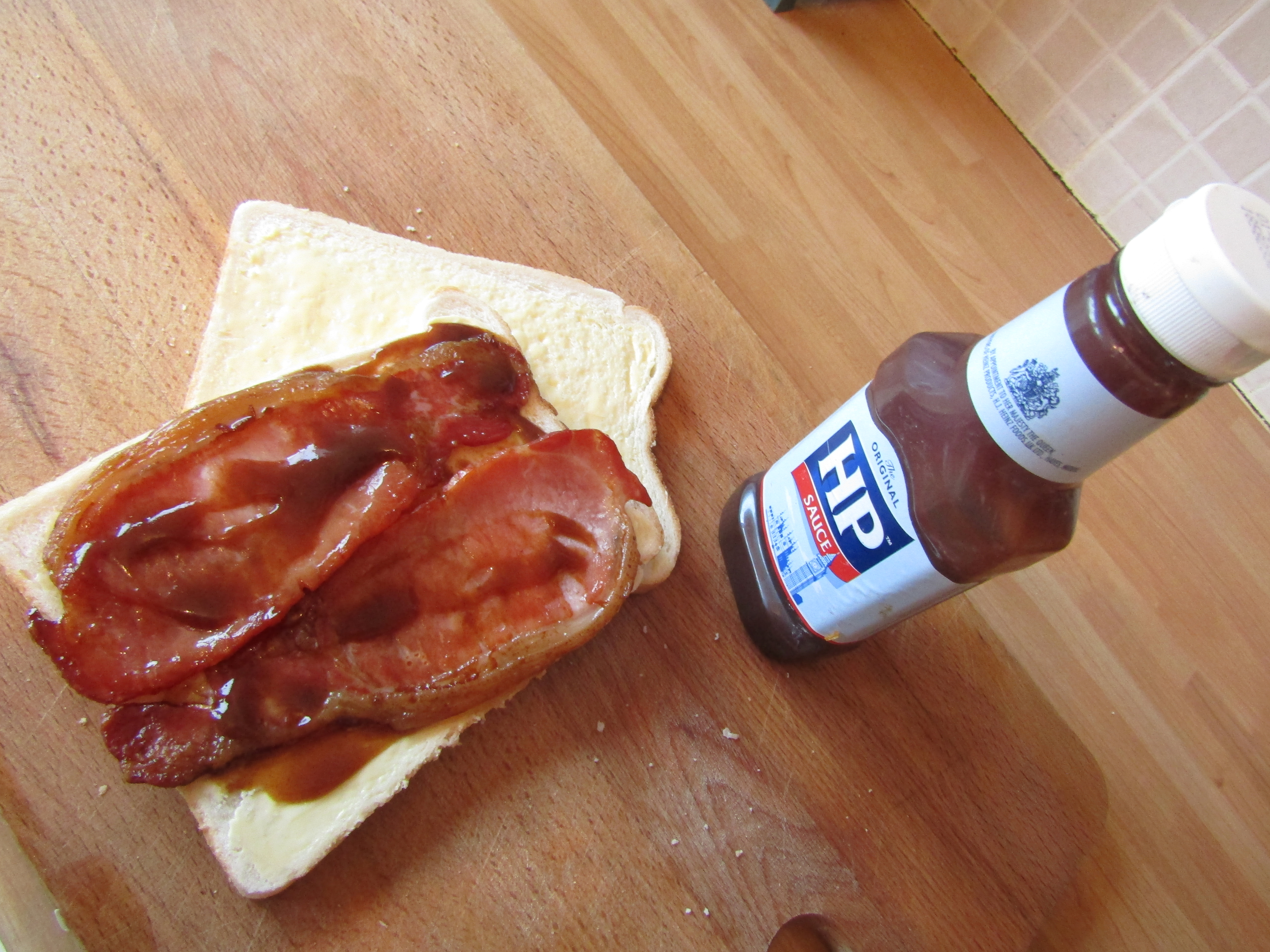
一瓶HP醬

HP醬（HP Sauce）是一種源自英國伯明翰阿斯頓（Aston）的棕醬品牌，一般用作鹹點的調味醬汁，或是作為西式濃湯、燉肉醬汁的一種材料。HP醬以番茄為底料，與麥芽醋和烈酒醋、糖、椰棗、玉米粉、黑麥粉、鹽、香料和羅望子混合而成。
HP醬由英國諾丁漢的雜貨店店東F·G·葛東（F. G. Garton）於1895年研製而成。葛東於1903年開始販賣HP醬，名字源於他聽聞英國國會大廈（Houses of Parliament，起首字母為HP）的一家餐廳使用了他研製的醬汁。葛東其後把秘方和HP醬品牌售予艾德雲·森遜·摩亞（Edwin Samson Moore），售價為150英鎊和葛東的一些債務。HP醬瓶身標籤上的建築物為大笨鐘。
1988年由達能（Danone）以1億9900萬英鎊收購了HP醬品牌，
2005年6月20日，美國食品集團亨氏（Heinz）以4億7000萬英鎊向達能（Danone）收購了HP醬品牌。
HP醬在1960至70年代曾得過「威爾遜的醬汁」（Wilson's Gravy）的戲稱。這源於時任英國首相哈羅德·威爾遜，其夫人在接受《星期日泰晤士報》訪問時，說過「要說哈羅德唯一的錯，就是他會把所有吃的都蘸很多HP醬」這樣的一句話。

## 外部連結
- 亨氏官方網站（英文）
- 棕醬迷網站（页面存档备份，存于）（英文）